# Oye, ¿dónde está el amor?
«Oye, ¿dónde está el amor?» es el tercer sencillo de Wisin vs. Yandel: Los Extraterrestres, álbum del dúo de reguetón Wisin & Yandel. La canción cuenta con la participación del venezolano Franco De Vita.

## Video musical
El video musical está dirigido por Jessy Terrero. Principalmente, el video muestra imágenes de guerra, aviones, bombas, inundaciones, gente con bajos recursos económicos, niños desnutridos, ciudades destruidas, etc. Mediante estas imágenes, se muestra la vida de un niño, rezando por que se recupere su madre. El niño sale a la calle y un hombre se detiene a ayudarlo dándole dinero, que finalmente, el chico lo usa para comprarle la comida a su madre. En un momento, este niño recuerda cuando secuestraron a su padre, mientras caminaba con él. En cuanto al dúo y Franco De Vita, aparecen interpretando la canción en distintos lugares de un barrio, y al final alrededor de gente, con una pantalla detrás. El videoclip se encuentra en el DVD de "Los Extraterrestres Reloaded: Otra Dimensión".

## Posicionamiento
| Listas (2008)        | Posición máxima |
| -------------------- | --------------- |
| Hot Latin Tracks     | 32              |
| Latin Rhythm Airplay | 16              |